# Anchonastus pilipodus
Anchonastus pilipodus là một loài nhện trong họ Sparassidae.
Loài này thuộc chi Anchonastus. Anchonastus pilipodus được Embrik Strand miêu tả năm 1913.